# Мого гірський
Мого гірський (Moho nobilis) — вимерлий вид горобцеподібних птахів родини Mohoidae.

## Поширення та вимирання
Ендемік Гавайських островів. Був поширений у гірських лісах острова Гаваї.
Птах був досить поширений на острові. Його пір'я використовували корінні гавайці для прикрашення одягу аристократів. Наприкінці XIX століття моду на пір'я мого перейняли європейці. На птахів почали масово полювати. Наприклад, у 1898 році було впольовано понад 1000 птахів. Популяція птаха почала різко зменшуватись. До причин вимирання долучились і завезені пташині хвороби, від яких у мого гірського не було імунітету. Востаннє цього птаха спостерігали у 1934 році.

## Опис
Птах завдовжки 32 см, а його хвіст досягав 19 см завдовжки. Оперення блискучого чорного кольору, на череві темно-коричневе. З-під крил та хвоста стирчали пучки яскраво-жовтого пір'я. На хвості була пара бічних довгих білих пір'їн з чорною основою.

## Спосіб життя
Про спосіб життя мало відомостей. Мешкав у гірському тропічному лісі. Відомо, що птах живився нектаром лобелій, а також дрібними комахами. Птахи утворювали моногамні пари.